# یوری شهوفتسوف
یوری شهوفتسوف (استونیایی: Jüri Šehovtsov؛ زادهٔ ۱ ژانویهٔ ۱۹۵۲) سیاستمدار و نماینده سابق مجلس اهل استونی است.